# Йоганнес Барбарус
Йога́ннес Ба́рбарус (ест. Johannes Barbarus, справжнє ім'я та прізвище — Йоганнес Якович (Ягувич) Варес, ест. Vares; 12 січня 1890, хутір Кійза волості Хеймталі Вільяндіського повіту Ліфляндської губернії, тепер Естонія — 29 листопада 1946, місто Таллінн, тепер Естонія) — естонський поет і державний діяч, голова Президії Верховної ради Естонської РСР. Депутат тимчасової Верховної ради Естонської РСР. Депутат Верховної ради СРСР 1—2-го скликань (у 1941—1946 роках).

## Життєвий і творчий шлях
Народився в родині селянина-середняка. Закінчив Хеймтальську трирічну волосну школу та Вільяндіську парафіяльну школу. З 1904 по 1910 рік навчався в Пярнуській гімназії, брав участь в нелегальному «науково-літературному інтернаціональному гуртку» гімназистів, друкувався в нелегальному гімназійному журналі «Ноорте елу» («Молоде життя»).
У 1910 році поступив на медичний факультет Київського університету Святого Володимира, де навчався до листопада 1914 року.
З 1915 по 1917 рік служив військовим лікарем в госпіталі, був молодшим лікарем прикордонного полку російської армії в місті Проскурові (тепер Хмельницький).
У січні 1918 року переїхав до Естонії. Брав участь в естонській Визвольній війні 1918—1920 років, служив лікарем в естонській армії.
У 1920—1940 роках працював приватним лікарем і лікарем каси хворих у місті Пярну Естонської Республіки. Написав декілька науково-популярних праць на медичну тематику. У 1928 і 1935 роках відвідав СРСР, дотримувався прорадянських поглядів.
Псевдонім узяв із зауваги свого гімназичного вчителя: коли Варес на перерві шумливо пустував, учитель латини сказав: «Barbarus es!», тобто «Ти варвар!». Разом із Марією Ундер, Генріком Віснапуу, Йоганнесом Семпером входив до літературного угруповання «Сіуру».
Автор збірок «Фата Моргана» (1918), «Трикутник» (1921), «Мультиплікаційна людина» (1927), «Кульмінація» (1934), «Через поріг» (1939), «Озброєні вірші» (1943), «На фронтових дорогах» (1944), «Крок за кроком до перемоги» (1946), збірки публіцистичних статей «Відродження Радянської Естонії» (1945) тощо. Твори Барбаруса соціально направлені. Виступав проти мілітаризму і фашизму.
Його ліві політичні симпатії спричинилися до того, що коли влітку 1940 року СРСР анексував Естонію, його обрали прем'єр-міністром так званого «народного уряду Естонії» (з 21 червня по 25 серпня 1940). Член ВКП(б) з липня 1940 року.
З 25 серпня 1940 по 29 листопада 1946 року — голова Президії тимчасової Верховної ради Естонської РСР. 1941—1944 роки Барбарус провів у евакуації, брав активну участь у формуванні естонських національних частин Червоної армії. Після повернення до Естонії гостро відчував атмосферу сталінського терору; 29 листопада 1946 року Варес (Барбарус) застрелився. Похований 3 грудня 1946 року на цвинтарі Метсакальмісту в Таллінні.

## Українські переклади творів
Українською мовою окремі твори переклали Ф. Скляр, О. Новицький, О. Завгородній.
- Точка вогню.— Сонцеворот.— Гомер // Літературний журнал, 1941, № 1.
- Його ім'я // Вітчизна, 1970, № 4.
- Ленін // Сузір'я, 1980, вип. 14.

## Нагороди та премії
- орден Леніна
- орден Святого Станіслава ІІІ ст. (Російська імперія)
- орден Святої Анни ІV ст. (Російська імперія)
- Хрест Свободи (Естонія)
- медаль «За доблесну працю у Великій Вітчизняній війні 1941—1945 рр.»
- Заслужений письменник Естонської РСР